# Медицинска биология
Медицинската биология е област в биологията, която има практическо приложение в медицината, здравеопазването и лабораторната диагностика. Тя включва много биомедицински дисциплини и области на специалност, които обикновено съдържат „био“ префикс, като например:
- Молекулярната биология, биохимия, биофизика, биотехнология, клетъчната биология, ембриология
- Нанобиотехнология, биологично инженерство, лаборатория медицинска биология
- Изучаване на клетката (цитология), генетика, генна терапия
- Биоинформатика, биостатистика, системна биология
- Микробиология, вирусология, паразитология
- Физиология, патология
- Токсикология, както и много други, които по принцип се отнасят към науките за живите организми, които се прилагат към медицина.

Медицинскита биология  е крайъгълният камък на съвременното здравеопазване и лабораторна диагностика. Тя засяга широк спектър от научни и технологични подходи: от инвитро диагностиката  до инвитро фертализацията , от молекулярните механизми на кистозна фиброза до динамиката на популацията на ХИВ, от разбирането на молекулните взаимодействия в изучаването на карциногенезиса , от единичния нуклеотиден полиморфизъм до генната терапия.
Медицинската биология въз основа на молекулярната биология съчетава всички въпроси, свързани с разработването на молекулярна медицина  в широко-мащабни структурни и функционални взаимоотношения на човешкия геном, транскриптом, протеом и метаболом, от конкретната гледна точка на разработването на нови технологии за прогнозиране, диагностика и терапия .